# Ngữ hệ Eskimo-Aleut
Ngữ hệ Eskimo-Aleut hoặc Eskaleut là ngữ hệ bản xứ tại Alaska, Bắc Canada, Nunavik, Nunatsiavut, Greenland và bán đảo Chukotka ở cực đông Siberia, Nga. Ngữ hệ này được chia làm hai nhánh, gồm nhóm ngôn ngữ Eskimo và nhóm ngôn ngữ Aleut. Nhóm ngôn ngữ Eskimo được chia thành hai nhánh là nhóm ngôn ngữ Yupik - được nói ở tây, tây nam Alaska và cực đông Siberia - và nhóm ngôn ngữ Inuit - được nói ở phía bắc Alaska, ở Canada và ở Greenland. Nhóm Aleut gồm một thứ tiếng duy nhất là tiếng Aleut - được nói tại quần đảo Aleut và quần đảo Pribilof. Tiếng Aleut trải trên một vùng địa lý rất rộng và gồm một số phương ngữ.
Vị trí phù hợp dành cho một ngôn ngữ gọi là tiếng Sireniki vẫn chưa được quyết định. Có một số nhà ngôn ngữ học liệt kê thứ tiếng này như một nhánh của nhóm ngôn ngữ Yupik trong khi người khác xem nó là nhánh riêng của nhóm Eskimo, bình đẳng với nhánh Yupik và Inuit.
Ngữ hệ Eskimo-Aleut là một trong những ngữ hệ bản địa của châu Mỹ (khái niệm mang nghĩa địa lý chứ không phải ngôn ngữ học). Ngữ hệ Eskimo-Aleut không có mối liên hệ rõ ràng với các ngữ hệ Bắc Mỹ khác.

## Phân loại
Ngữ hệ Eskimo-Aleut
Aleut
Phương ngữ miền Tây-miền Trung: Atkan, Attuan, Unangan, Bering (60-80 người dùng)
Phương ngữ miền Đông: Unalaskan, Pribilof (400 người dùng)
Nhóm ngôn ngữ Eskimo (còn gọi là ngữ hệ Yupik-Inuit)
Yupik
Yup'ik Trung Alaska (10.000 người dùng)
Yugtun
Chevak Cup’ik (hoặc Cugtun)
Nunivak Cup'ig (hoặc Cugtun)
Alutiiq hay Yupik Vịnh Thái Bình Dương (400 người dùng)
Yupik Trung Xibia hoặc Yuit (Chaplinon và đảo St. Lawrence; 1.400 người dùng)
Chaplinski
Yupik đảo St. Lawrence(Sivuqaghmiistun)
Naukan (70 người dùng)
Sirenik (tử ngữ) (một số người xem là nhánh riêng)
Inuit (98.000 người dùng)
Inupiaq hoặc Inupiat (miền bắc Alaska; 3.500 người dùng)
Qawiaraq (bán đảo Seward)
Inuvialuktun (miền tây Canada, 765 người dùng)
Kangiryuarmiutun (Ulukhaktok, thỉnh thoảng được liệt kê là Inuinnaqtun)
Siglitun (Paulatuk, Sachs Harbour, Tuktoyaktuk)
Uummarmiutun (Aklavik, Inuvik từ Inupiaq)
Inuktitut (miền đông Canada; cùng với Inuktun và Inuinnaqtun; 40.000 người dùng)
Nunatsiavummiutut (Nunatsiavut, 550 người dùng)
Inuttitut (Nunavik, 35.000 người dùng)
Greenland (Greenland, 54.000 người dùng)
Kalaallisut hoặc Tây Greenland (50.000 người dùng)
Inuktun (Avanersuarmiutut - phương ngữ Thule hay Eskimo Địa Cực; xấp xỉ 1.000 người dùng)
Tunumiisut hoặc Đông Greenland (3.500 người dùng)

## Mối quan hệ với các ngữ hệ khác
Ngữ hệ Eskimo-Aleut không có bất cứ quan hệ di truyền nào với các họ ngôn ngữ được công nhận trên thế giới hiện nay. Có một sự công nhận chung rằng ngữ hệ này không liên quan mật thiết với các ngữ hệ khác của Bắc Mỹ. Đã có những lời đề xuất đáng tin cậy về mối quan hệ bên ngoài của ngữ hệ Eskimo-Aleut với một hoặc nhiều ngữ hệ của miền bắc lục địa Á-Âu, chẳng hạn nhóm Chukchi-Kamchatka ở bên kia eo biển Bering. Một trong số những lời đề xuất đầu tiên thuộc dạng này là lời đề xuất của nhà ngôn ngữ học tiên phong người Đan Mạch là Rasmus Rask vào năm 1818, sau khi ông nhận thấy sự tương đồng giữa tiếng Greenland và tiếng Phần Lan. Có lẽ rằng một trong những đề xuất hoàn chỉnh nhất tính đến nay là giả thuyết của Michael Fortescue về ngữ hệ Ural-Siberia, được xuất bản vào năm 1998. Gần đây hơn có nghiên cứu của Joseph Greenberg đề xuất ghép ngữ hệ Eskimo-Aleut và tất cả các ngữ hệ ở bắc lục địa Á-Âu - trừ ngữ hệ Enisei - thành một ngữ hệ mới gọi là ngữ hệ Á-Âu. Hiện chưa có sự công nhận rộng rãi đối với những đề xuất này.
Vào thập niên 1960, Morris Swadesh gợi ý rằng có một mối liên hệ giữa ngữ hệ Eskimo-Aleut với ngữ hệ Wakash. Holst (2005) đã tiếp thu và mở rộng vấn đề này.

## Đặc điểm nổi bật
Ngữ hệ Eskimo-Aleut mang tính hỗn nhập phụ tố, cụ thể là hậu tố (trừ trường hợp ngoại lệ về một tiền tố dùng trong đại từ chỉ định của tiếng Inuktitut)
Tất cả mọi từ đều chỉ có một gốc từ (hình vị tự do) luôn nằm ở đầu. Ngữ hệ Eskimo-Aleut có số lượng gốc từ tương đối nhỏ - chỉ cỡ 2.000 gốc trong trường hợp tiếng Yup'ik Trung Alaska. Sau mỗi gốc từ là một số hậu căn (postbase), tức các hình vị phụ thuộc có chức năng bổ sung nghĩa căn bản của gốc từ. Nếu diễn tả nghĩa của hậu căn một cách đơn độc thì sẽ dùng một gốc từ trung tính đặc biệt (từ pi trong trường hợp tiếng Yup'ik Trung Alaska và Inuktitut).
Sau các hậu căn là những hậu tố phi từ vựng có chức năng biểu thị cách của danh từ và người, và trạng của động từ. Số lượng cách tùy ngôn ngữ, tuy nhiên nhóm ngôn ngữ Aleut có số cách ít hơn nhiều so với nhóm ngôn ngữ Eskimo. Nhóm ngôn ngữ Eskimo có tính khiển cách-tuyệt đối cách đối với danh từ và trong tiếng Yup'ik. Cuối mỗi từ có thể có một hình vị clitic mang nghĩa, chẳng hạn "nhưng".
Về mặt âm vị học, ngữ hệ Eskimo-Aleut giống với các ngôn ngữ khác của miền bắc Bắc Mỹ và viễn đông Xibia. Thường chỉ có ba nguyên âm a, i và u, trừ các phương ngữ Yup'ik có thêm nguyên âm giữa ə. Các thứ tiếng trong ngữ hệ không có phụ âm tống ra nhưng có âm bật không thành tiếng trong các trường hợp âm đôi môi, âm thân răng (coronal), âm vòm mềm (velar) và âm lưỡi gà (uvular), trừ tiếng Aleut - tuy không còn các khoảng dừng âm đôi môi nhưng có giữ lại âm mũi đôi môi. Có các phụ âm xát tương phản nằm cùng vị trí nhưng có thể hữu thanh hoặc vô thanh. Một đặc điểm hiếm tồn tại trong nhiều phương ngữ Yup'ik và Aleut là âm mũi vô thanh tương phản.